# 190 (số)
190 (một trăm chín mươi) là một số tự nhiên ngay sau 189 và ngay trước 191.